# Sertularia littoralis
Sertularia littoralis is een hydroïdpoliep uit de familie Sertulariidae. De poliep komt uit het geslacht Sertularia. Sertularia littoralis werd in 1900 voor het eerst wetenschappelijk beschreven door Thornely. 